# Bionville-sur-Nied
Pour les articles homonymes, voir Bionville et Nied (homonymie).
Bionville-sur-Nied est une commune française de Lorraine située dans le département de la Moselle et le bassin de vie de la Moselle-Est, en région Grand Est.

## Géographie
La commune se compose des villages de Bionville-sur-Nied et Morlange. Sur le plan hydrographique, elle est traversée par la Nied allemande.

### Hydrographie
La commune est située dans le bassin versant du Rhin au sein du bassin Rhin-Meuse. Elle est drainée par la Nied Allemande, le ravin de Vannerouche et le ruisseau de Brouck.
| (texte à fusionner) · \| Bannay \| \| Brouck \| \| Varize-Vaudoncourt \| Bionville-sur-Nied \| Marange-Zondrange \| \| \| \| Raville \| |                    |                   |
| Bannay |                    | Brouck            |
| Varize-Vaudoncourt | Bionville-sur-Nied | Marange-Zondrange |
| |                    | Raville           |

La Nied allemande, d'une longueur totale de 57,9 km, prend sa source dans la commune de Guenviller et se jette  dans la Nied à Condé-Northen, après avoir traversé 23 communes.

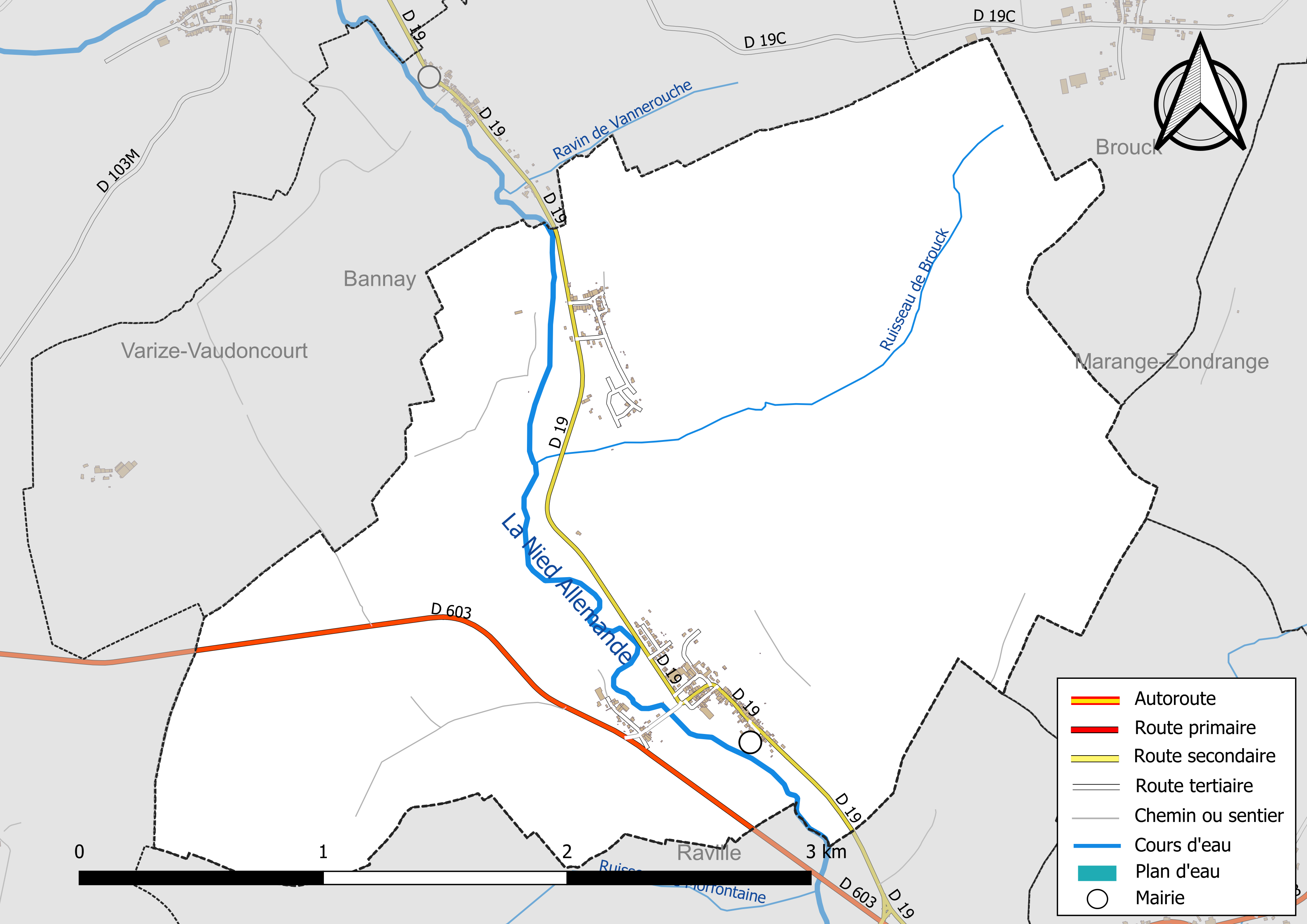
Réseaux hydrographique et routier de Bionville-sur-Nied.

La qualité des eaux des principaux cours d’eau de la commune, notamment de la Nied Allemande, peut être consultée sur un site spécial géré par les agences de l’eau et l’Agence française pour la biodiversité.

### Climat
Pour des articles plus généraux, voir Climat du Grand Est et Climat de la Moselle.
En 2010, le climat de la commune est de type climat des marges montargnardes, selon une étude du Centre national de la recherche scientifique s'appuyant sur une série de données couvrant la période 1971-2000. En 2020, Météo-France publie une typologie des climats de la France métropolitaine dans laquelle la commune est exposée à un climat semi-continental et est dans la région climatique  Lorraine, plateau de Langres, Morvan, caractérisée par un hiver rude (1,5 °C), des vents modérés et des brouillards fréquents en automne et hiver. 
Pour la période 1971-2000, la température annuelle moyenne est de 9,6 °C, avec une amplitude thermique annuelle de 16,8 °C. Le cumul annuel moyen de précipitations est de 819 mm, avec 12,2 jours de précipitations en janvier et 9,1 jours en juillet. Pour la période 1991-2020, la température moyenne annuelle observée sur la station météorologique de Météo-France la plus proche, « Lesse_sapc », sur la commune de Lesse à 16 km à vol d'oiseau, est de 10,7 °C et le cumul annuel moyen de précipitations est de 694,0 mm. 
La température maximale relevée sur cette station est de 40 °C, atteinte le 25 juillet 2019 ; la température minimale est de −20,7 °C, atteinte le 20 décembre 2009,,. 
Les paramètres climatiques de la commune ont été estimés pour le milieu du siècle (2041-2070) selon différents scénarios d'émission de gaz à effet de serre à partir des nouvelles projections climatiques de référence DRIAS-2020. Ils sont consultables sur un site spécial publié par Météo-France en novembre 2022.

## Urbanisme

### Typologie
Au 1er janvier 2024, Bionville-sur-Nied est catégorisée commune rurale à habitat dispersé, selon la nouvelle grille communale de densité à sept niveaux définie par l'Insee en 2022.
Elle est située hors unité urbaine. Par ailleurs la commune fait partie de l'aire d'attraction de Metz, dont elle est une commune de la couronne,. Cette aire, qui regroupe 245 communes, est catégorisée dans les aires de 200 000 à moins de 700 000 habitants,.

### Occupation des sols
L'occupation des sols de la commune, telle qu'elle ressort de la base de données européenne d’occupation biophysique des sols Corine Land Cover (CLC), est marquée par l'importance des territoires agricoles (86,1 % en 2018), une proportion sensiblement équivalente à celle de 1990 (86,3 %). La répartition détaillée en 2018 est la suivante : 
terres arables (67 %), prairies (13,9 %), forêts (9,7 %), zones agricoles hétérogènes (5,2 %), zones urbanisées (4,2 %). L'évolution de l’occupation des sols de la commune et de ses infrastructures peut être observée sur les différentes représentations cartographiques du territoire : la carte de Cassini (XVIIIe siècle), la carte d'état-major (1820-1866) et les cartes ou photos aériennes de l'IGN pour la période actuelle (1950 à aujourd'hui).

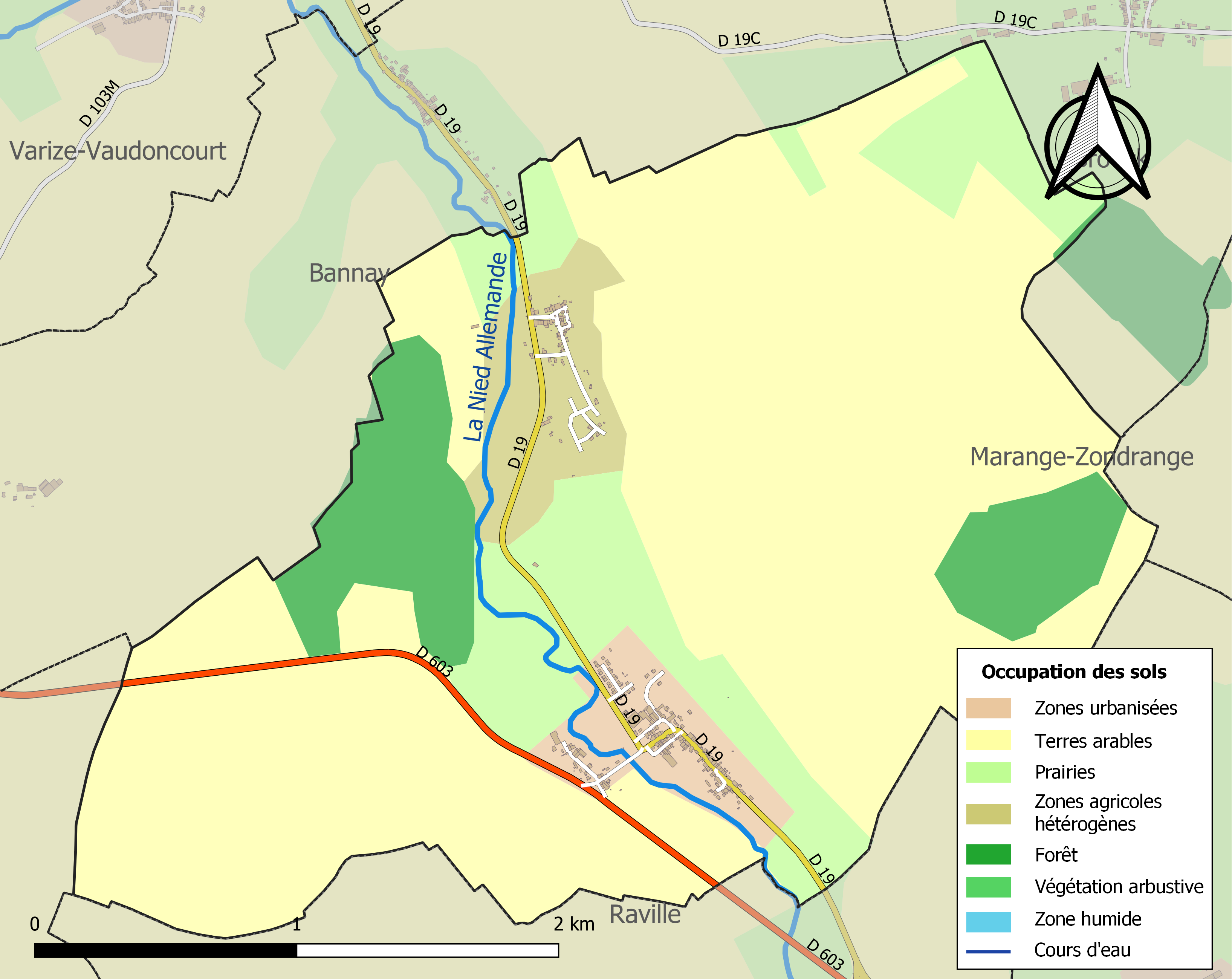
Carte des infrastructures et de l'occupation des sols de la commune en 2018 (CLC).

## Toponymie
- D'un nom de personne germanique Bodo suivi du suffixe germanique -ing et villa/ville[14].
- Anciennes mentions : Beonville (1269), Bunga (1299), Buinga (1332), Bouinville (1360), Bungen (1448), Bunguen (1461), Byngen (1542)[15], Binga (1544), Byonville (1680)[16], Bingen (1871-1919)
- Bingen en allemand[16] et en francique lorrain[17].

## Histoire
Ce village vinicole dépendait de l'ancien pays messin et était le siège d'une seigneurie de l'abbaye de Saint-Avold. La haute vouerie de ce lieu dépendait de la seigneurie de Raville (Moselle) en 1682.
Par la Convention du 16 mai 1769, le village est cédé à la France par l'impératrice Marie-Thérèse.
Une communauté juive était présente dès le XVIIe siècle. Les juifs de Bionville étaient principalement des marchands de bestiaux. Dès 1950, la plupart des membres de la communauté juive de Bionville allèrent s'installer à Metz ou à Boulay. Léon et Marcel Halphen furent tous deux élus maires de Bionville-sur-Nied. Marcel Halphen fut le dernier juif de Bionville-sur-Nied, son nom a été donné à la place centrale du village qui sert de parking au foyer rural de la ville. Une plaque commémorative signale l'emplacement de la synagogue rasée par les nazis. La famille de Simone Veil est originaire de cette commune.
L'ancienne commune de Morlange a été réunie en 1812 à Bionville-sur-Nied. En 1806, elle comptait 171 habitants.

## Politique et administration

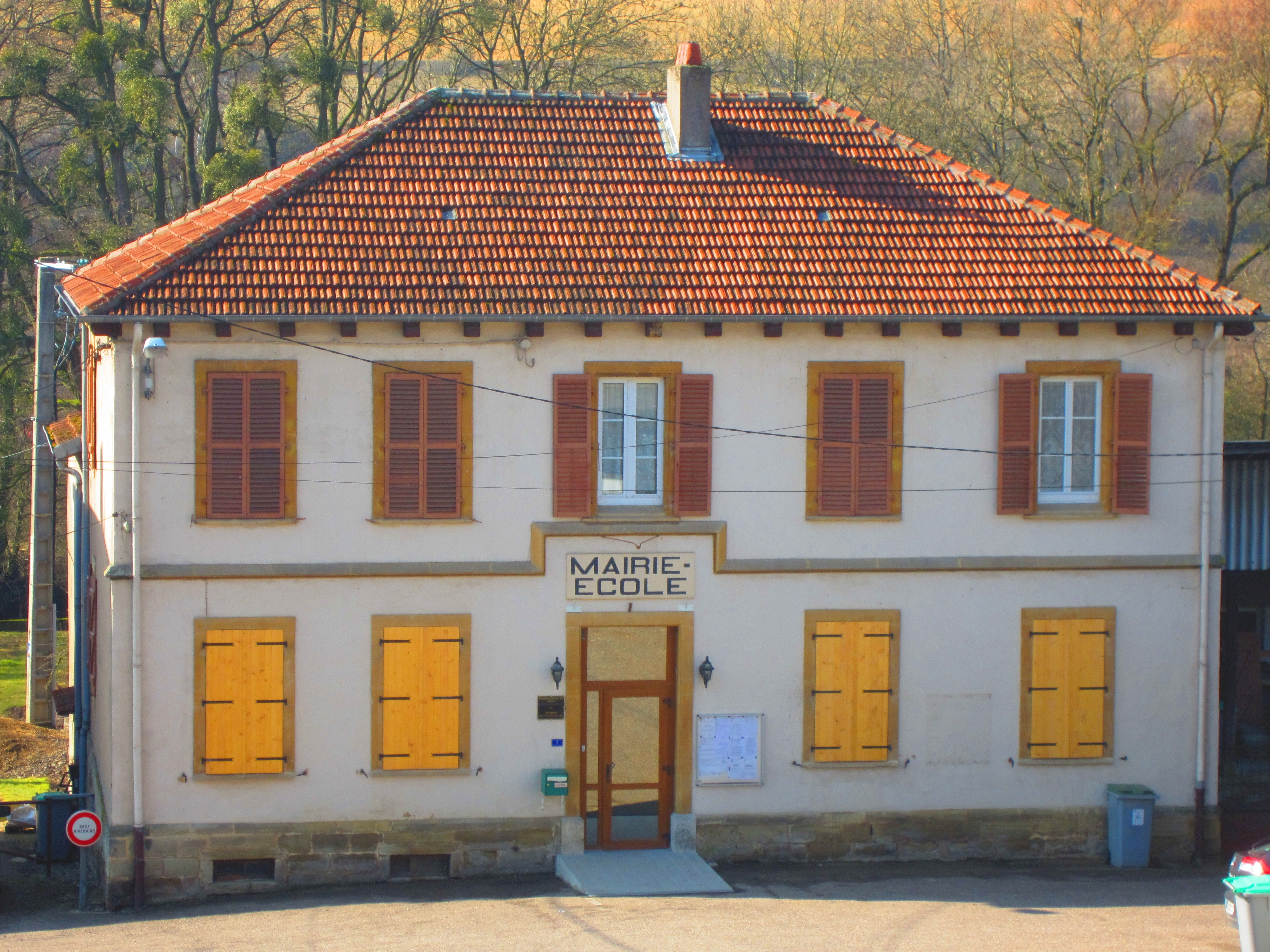
La mairie.

| Période                                  | Période   | Identité       | Étiquette | Qualité |
| ---------------------------------------- | --------- | -------------- | --------- | ------- |
| Les données manquantes sont à compléter. |           |                |           |         |
| avant 1981                               | ?         | Marcel Halphen |           |         |
| 1988                                     | mars 2001 | Alain Surmely  |           |         |
| mars 2001                                | En cours  | Gérard Bazin   |           |         |

## Démographie
L'évolution du nombre d'habitants est connue à travers les recensements de la population effectués dans la commune depuis 1793. Pour les communes de moins de 10 000 habitants, une enquête de recensement portant sur toute la population est réalisée tous les cinq ans, les populations de référence des années intermédiaires étant quant à elles estimées par interpolation ou extrapolation. Pour la commune, le premier recensement exhaustif entrant dans le cadre du nouveau dispositif a été réalisé en 2005.

En 2022, la commune comptait 393 habitants, en évolution de +2,88 % par rapport à 2016 (Moselle : +0,52 %, France hors Mayotte : +2,11 %).
| 1793 | 1800 | 1806 | 1821 | 1836 | 1841 | 1861 | 1866 | 1871 |
| ---- | ---- | ---- | ---- | ---- | ---- | ---- | ---- | ---- |
| 316  | 400  | 495  | 654  | 796  | 779  | 680  | 622  | 571  |

| 1875 | 1880 | 1885 | 1890 | 1895 | 1900 | 1905 | 1910 | 1921 |
| ---- | ---- | ---- | ---- | ---- | ---- | ---- | ---- | ---- |
| 535  | 506  | 492  | 461  | 435  | 425  | 439  | 406  | 305  |

| 1926 | 1931 | 1936 | 1946 | 1954 | 1962 | 1968 | 1975 | 1982 |
| ---- | ---- | ---- | ---- | ---- | ---- | ---- | ---- | ---- |
| 299  | 260  | 258  | 223  | 242  | 281  | 292  | 284  | 336  |

| 1990 | 1999 | 2005 | 2006 | 2010 | 2015 | 2020 | 2022 | - |
| ---- | ---- | ---- | ---- | ---- | ---- | ---- | ---- | - |
| 375  | 363  | 360  | 359  | 375  | 382  | 386  | 393  | - |

## Culture locale et patrimoine

### Lieux et monuments

#### Édifice civils
- Ancien château, XVe siècle.

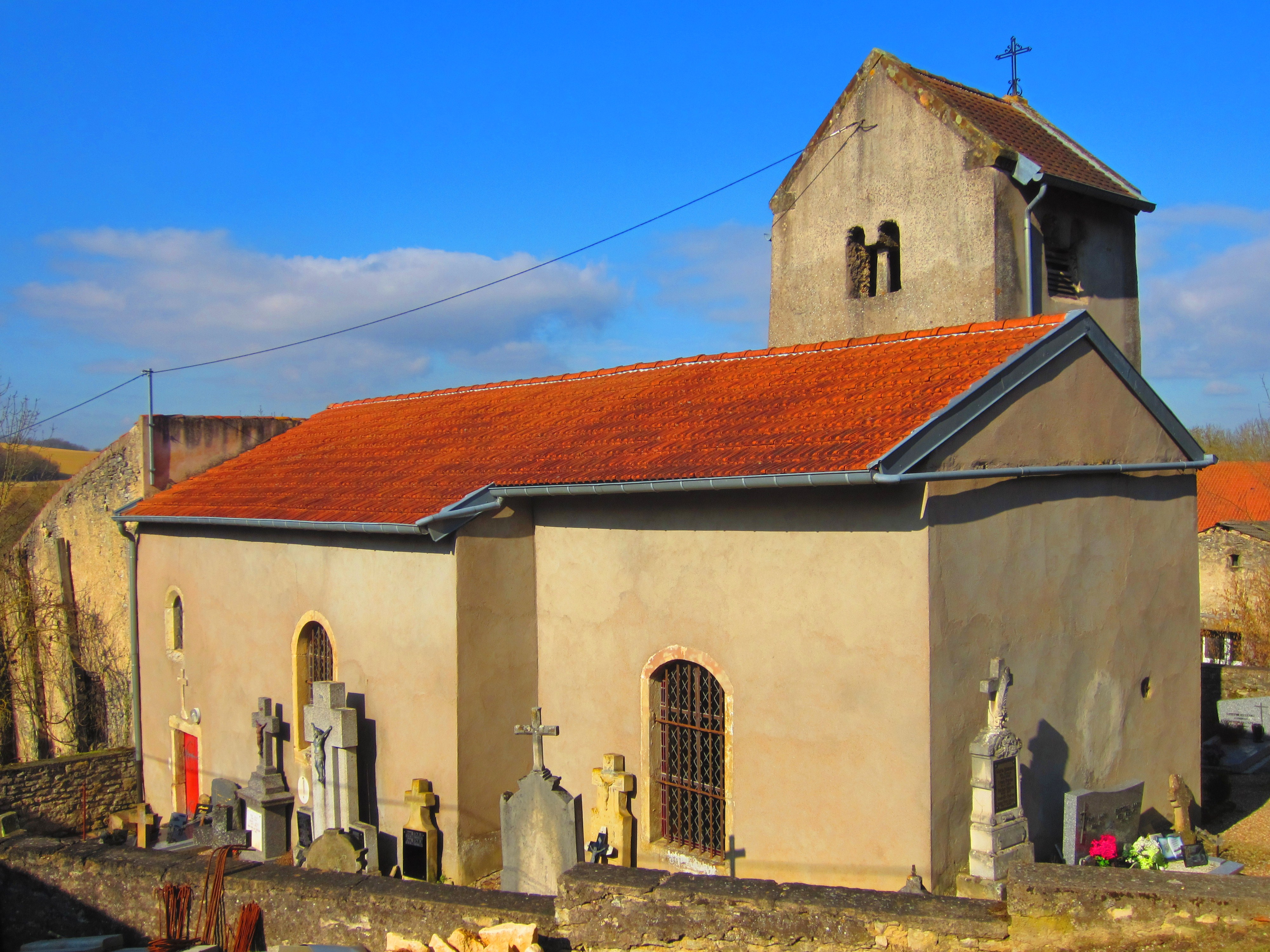
Chapelle Saint-Pierre de Morlange.

- Château, reconstruit en 1611 par les seigneurs de Bionville sur les ruines de l’ancien château.
- Cimetière israélite, 1640.
- Moulin.

#### Édifice religieux

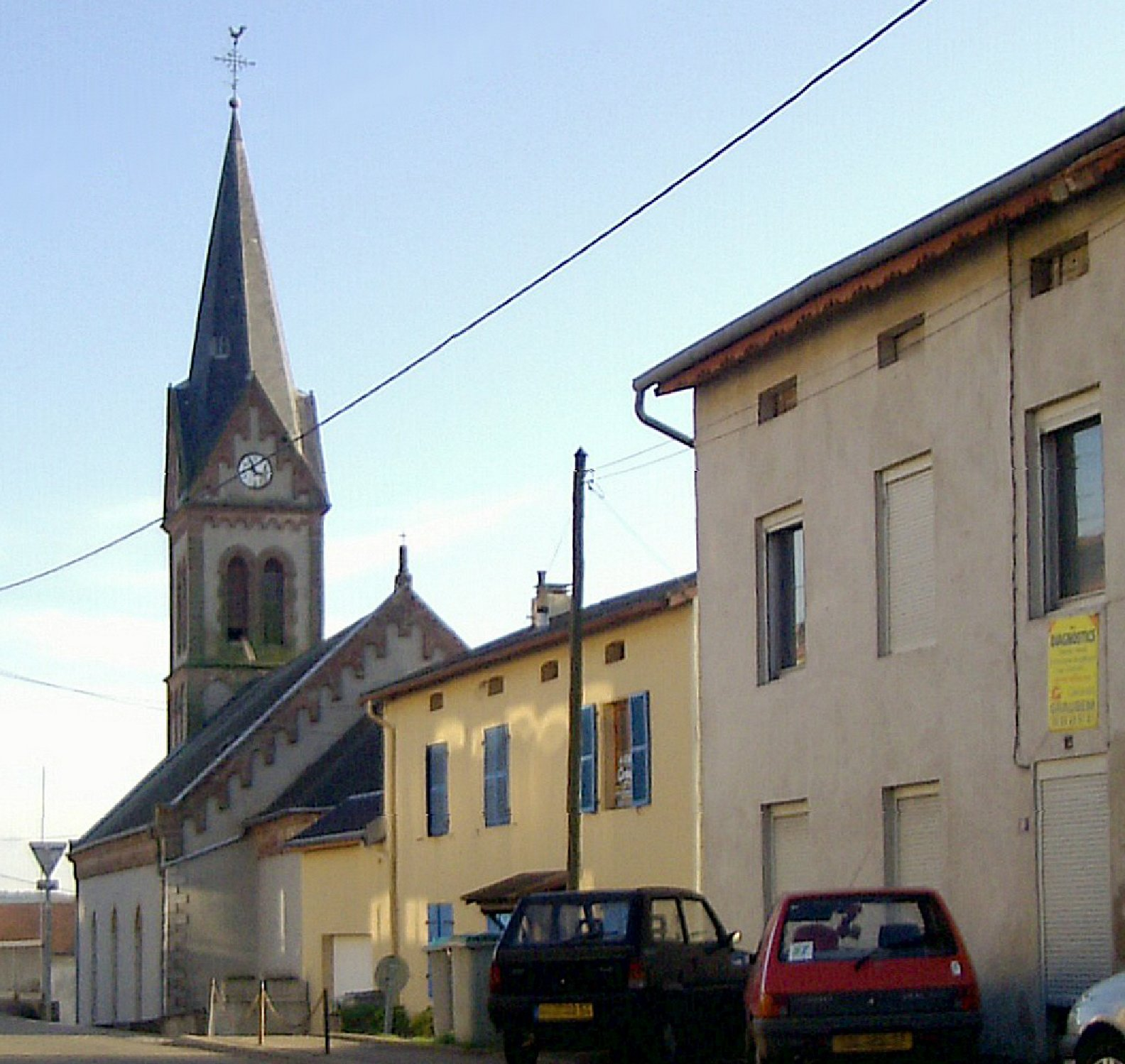
L'église Saint-Jean-Baptiste.

- Église Saint-Jean-Baptiste construite en 1769 : clocher néo-roman fin XIXe siècle.
- Chapelle Saint-Pierre de style roman à Morlange.
- Ancienne synagogue détruite rue Principale ; une stèle commémorative marque l'emplacement de l'ancienne synagogue détruite au cours de la Seconde Guerre mondiale.

### Personnalités liées à la commune
- Simone Veil née Jacob dont la famille est originaire de Bionville-sur-Nied

## Pour approfondir